# Mesaxymyia kerteszi
Espèce
Synonymes
- Axymyia kerteszi Duda, 1930 - protonyme[2]

Mesaxymyia kerteszi est une espèce d'insectes diptères de la famille des Axymyiidae. C'est l'une des deux seules espèces représentantes du genre Mesaxymyia.